# Васильєва Надія Олександрівна
Васильєва Надія Олександрівна (рос. Надежда Александровна Васильева; * 29 січня 1962, Ленінград, РРФСР) — радянський і російський художник кіно, художник по костюмах. Лауреат кінопремії «Ніка» (1994).

## Біографія
У 1984 р. закінчила Ленінградське вище художньо-промислове училище імені В.І. Мухіної . 
З 1984 р. — художник по костюмах кіностудії Ленфільм. 
Співпрацювала з Санкт-Петербурзьким Ермітажним театром, Театром комедії ім. М.П. Акімова. 
Викладала курс «Русский костюм» в Санкт-Петербурзькому інституті технології і дизайну. 
Автор костюмів для ряду відеокліпів. 
Колективні виставки: ВЗ «Манеж» (1987, 1988, Ленінград), «Сучасне мистецтво-95» (Гельсінкі).
Персональна виставка: Арт-кафе «Ідіот» (1999, Санкт-Петербург).
Член Спілки кінематографістів Санкт-Петербурга. Член Професійної спілки художників Росії.
Чоловік: Балабанов Олексій Октябринович (1959—2013) — російський кінорежисер, сценарист та актор.

## Фільмографія
Художник по костюмах:
- 1989 — «Васька» (реж. В. Титов)
- 1990 — «Анекдоти» (реж. В. Титов)
- 1991 — «Дій, Маню!» (у співавт. з Г. Купавих; реж. Роман Єршов))
- 1992 — «Східний роман» (реж. В. Титов)
- 1992 — «Дитя» (у проекті «Російські повісті»; реж. В. Титов)
- 1992 — «Прекрасна незнайомка»/ (пол.) Piękna nieznajoma (Польща/Росія; реж. Єжи Гоффман)
- 1994 — «Замок» (Росія/Німеччина/Франція; реж. О. Балабанов)
- 1994 — «Російський транзит» (т/с, реж. В. Титов)
- 1995 — «Музика любові: Шушу»/ (фр.) La musique de l'amour: Chouchou (Росія/Франція; реж. James Cellan Jones)
- 1995 — «Трохим» ((рос.) «Трофимъ») та «Екзерсис № 5» (кіноальманах «Прибуття поїзда») (у співавт. з Т. Патрахальцевою; реж. О. Балабанов)
- 1997 — «Брат» (реж. О. Балабанов)
- 1998 — «Про виродків і людей» (реж. О. Балабанов)
- 1999 — «Кадриль» (реж. В. Титов)
- 1999 — «Сплачую наперед!» (реж. В. Титов)
- 2000 — «Брат-2» (реж. О. Балабанов)
- 2000 — «João Mata Sete» (реж. Ксав'є Бовуа, Eugene John Bellida)
- 2001 — «Темна ніч» (у співавт. з Т. Макаровою; реж. О. Ковалов)
- 2002 — «Гра в модерн» (у співавт. з Т. Патрахальцевою; реж. М. Коростишевський, І. Єфімов)
- 2002 — «Ріка» (реж. О. Балабанов)
- 2003 — «Ідіот» (т/с, (рос.) «Идіотъ»; реж. В. Бортко)
- 2005 — «Майстер і Маргарита» (т/с, реж. В. Бортко)
- 2007 — «Вантаж 200» (реж. О. Балабанов)
- 2007 — «Сім кабінок» (реж. Дмитро Месхієв)
- 2008 — «Морфій» (реж. О. Балабанов)
- 2008 — «Нірвана» (реж. І. Волошин)
- 2009 — «Я» (реж. І. Волошин)
- 2010 — «Кочегар» (реж. О. Балабанов)
- 2010 — «Діаманти. Викрадення» (к/м; реж. Рустам Хамдамов)
- 2011 — «Бедуїн» (реж. І. Волошин)
- 2012 — «Я теж хочу» (реж. О. Балабанов)
- 2013 — «Собачий рай» (реж. А. Чернакова)
- 2013 — «Віддати кінці» (реж. Т. Ігуменцева)
- 2015 — «Страна ОЗ» (реж. В. Сігарєв)
- 2017 — «Матильда» (у співавт.; реж. О. Учитель)
- 2017 — «Еліксир молодості» (к/м, реж. Р. Литвинова)
- 2017 — «Салют-7» (реж. К. Шипенко)
- 2018 — «Скіф» (реж. Рустам Мосафір)
- 2018 — «Моя гілочка тоненька» (к/м, реж. Динара Друкарова)
- 2020 — «Горбоконик» (реж. О. Погодін)
- 2021 — «Північний вітер»  (художник по костюмах у співавт.; художник-постановник (за участю) у співавт.; реж. Р. Литвинова)
- 2021 — рос. «Капитан Волконогов бежал» (реж. Н. Меркулова, О. Чупов) — номінація на кінопремію «Золотий орел» (найкраща робота художника по костюмах)
- 2021 — «Хороші дівчатка потрапляють в рай» (у виробництві; художник-постановник; реж. Дмитро Месхієв) та ін.

## Фестивалі та премії
- 1994 — Кінопремія «Ніка»: За найкращу роботу художника по костюмах (фільм «Замок»)[1]
- 1994 — Приз «Зелене яблуко — золотий листок»: За найкращу роботу художника по костюмах (фільм «Замок»)
- 2018 — Кінопремія «Ніка» (за 2017 рік): За найкращу роботу художника по костюмах (фільм «Матильда», у співавт.)[2]